# 정인겸
정인겸(1968년 4월 9일 ~ )은 대한민국의 배우이다.

## 학력
- 중앙대학교 철학과

## 출연작

### 영화
- 《늘봄가든》 (2024년) - 인겸 역
- 《결백》 (2020년) - 신 검사 역
- 《신의 한 수: 귀수편》 (2019년) - 황덕용 사범 역
- 《나랏말싸미》 (2019년) - 김문 역
- 《종말의 주행자》 (2018년) - 철학자 왕 역
- 《안시성》 (2018년) - 방연 역
- 《협상》 (2018년) - 이상목 역
- 《7년의 밤》 (2018년) - 박수무당 역
- 《골든 슬럼버》 (2018년) - 백발 역
- 《범죄도시》 (2017년) - 법의학자 역
- 《살인자의 기억법》 (2017년) - 김병수 부 역
- 《리얼》 (2017년) - 김 교수 역
- 《커튼콜》 (2016년) - 정철 역
- 《아가씨》 (2016년) - 낭인 1 역
- 《사요나라》 (2015년)
- 《암살》 (2015년) - 사사키 역
- 《나의 독재자》 (2014년) - 연극 연출 역
- 《콩가네》 (2013년) - 양대창 역
- 《늑대소년》 (2012년) - 헛간 괴인 역
- 《평범한 날들》 (2011년) - 팀장 역
- 《처음 만난 사람들》 (2008년) - 택시 싸움남 역
- 《마지막 늑대》 (2004년) - 영등포 형사 역
- 《여섯 개의 시선》 (2003년) - 주민 1 역
- 《선샤인》 (2002년) - 맹인 역
- 《집행》 (2002년) - 젊은사제 역
- 《나비를 찍다》 (2001년) - 불태우는 남자 역

### 드라마
- 2016년 SBS 주말 미니시리즈 《미세스 캅 2》 ... 정인겸 역
- 2017년 KBS2 수목 미니시리즈 《추리의 여왕》
- 2018년 tvN 주말 미니시리즈 《미스터 션샤인》 ... 하야시 곤노스케 역
- 2019년 MBC 월화 미니시리즈 《아이템》 ... 유철조 역
- 2019년 tvN 금요 미니시리즈 《쌉니다 천리마마트》 ... 히드라마트 사장 역
- 2020년 KBS2 월화 미니시리즈 《본 어게인》 ... 공인우 역
- 2021년 KBS2 월화 미니시리즈 《달이 뜨는 강》 ... 해지월 역
- 2021년 tvN 주말 미니시리즈 《악마판사》 ... 서정학 역
- 2022년 KBS2 수목 미니시리즈 《징크스의 연인》 ... 선주철 역
- 2023년 tvN 월화 미니시리즈 《청춘월담》 ... 무진법사 역
- 2023년 Wavve 드라마 《거래》 ... 황총재 역